# Compte tes blessures
Pour plus de détails, voir Fiche technique et Distribution.
Compte tes blessures est film français écrit et réalisé par Morgan Simon.
Présenté en première mondiale au 64e  Festival de San Sebastián, il remporte la mention spéciale du jury dans la sélection New Directors. Il sort en salles le 25 janvier 2017 avec à la distribution Kévin Azaïs, Monia Chokri et Nathan Willcocks.

## Synopsis
Chanteur charismatique d'un groupe de post-hardcore, Vincent, 24 ans est un jeune écorché vif. En conflit avec son père, Hervé, il supporte mal l’arrivée d’une nouvelle femme, Julia, dans sa vie. Mais Vincent et Julia se rapprochent, nouant une relation aussi ambiguë que dangereuse.

## Fiche technique
- Titre : Compte tes blessures
- Titre international : A Taste of Ink
- Réalisation : Morgan Simon
- Scénario : Morgan Simon
- Directeur de la photographie : Julien Poupard
- Son : Mathieu Villien
- Musique : Julien Krug, Selim Aymard
- Montage : Marie Loustalot
- Directrice de casting : Youna de Peretti
- 1er Assistant à la réalisation : Pierrick Vautier
- Scripte : Claire Dumaze
- Décors : Marion Burger
- Costumes : Ariane Daurat
- Montage son : Rym Debbarh-Mounir, Hélène Thabouret
- Mixage : Samuel Aïchoun
- Régie générale : Louis Lemoine
- Direction de production : Pierre Delaunay
- Consultante scénario : Julia Ducournau
- Producteurs délégués : Jean-Christophe Reymond et Amaury Ovise
- Production déléguée : Kazak Productions
- Distribution : Rezo Films
- Durée : 1 h 20
- Pays d'origine :  France
- Langue originale : français
- Format : couleur -  Scope - Son Dolby SRD
- Genre : comédie dramatique
- Date de sortie : France, 25 janvier 2017
- Sortie VàD et DVD : 13 juin 2017

## Distribution
- Kévin Azaïs : Vincent
- Monia Chokri : Julia
- Nathan Willcocks : Hervé
- Julien Krug : Matthew
- Selim Aymard : Zachary
- Cédric Laban : Ruddy

## Parcours en festivals
Compte tes blessures reçoit une quinzaine de récompenses et est sélectionné en compétition et hors compétition dans une cinquantaine de festivals, notamment à ceux de San Sebastián, Rotterdam, Shanghai, Angers, Namur, Los Angeles, Zurich, Jérusalem, Bordeaux, Stockholm, Zagreb, Guadalajara, Tbilissi,.

## Distinctions

### Récompenses
- 2014 : Prix spécial du jury au Prix Sopadin
- 2016 : Mention spéciale du jury au Festival de San Sebastián, section New Directors
- 2016 : Prix du meilleur acteur pour Kévin Azaïs au Festival de Stockholm
- 2016 : Prix du meilleur acteur pour Kévin Azaïs et prix de la jeunesse au Festival International de Saint-Jean-de-Luz
- 2016 : Prix du meilleur réalisateur et prix de la jeunesse au Tofifest Film Festival
- 2016 : Prix de la jeunesse franco-allemande au Festival de Braunschweig
- 2017 : Prix CCAS au Festival Premiers Plans d'Angers
- 2017 : Prix de la meilleure interprétation masculine pour Kévin Azaïs au Festival international du film d'Aubagne
- 2017 : Prix spécial du jury et prix de la jeunesse au Festival de Lecce
- 2017 : Prix du meilleur film au Festival de Fiuggi
- 2017 : Prix du public au Festival de Katowice
- 2017 : Prix TV5 Monde au Festival du film français de Roumanie

### Nomination
En 2017, Compte tes blessures fait partie des six longs-métrages nommés au Prix Louis-Delluc du meilleur premier film.

## Accueil

### Accueil critique
Télérama : « La jeunesse est vraiment le fer de lance de ce festival, qui semble avoir bien préparé son coup : à la fin, histoire de nous mettre K.O., il nous a balancé dans les dents Compte tes blessures de Morgan Simon, 30 ans, qui a fait ses classes dans une session d'Emergence, et passé, comme le finlandais Juho Kuosmanen, par la Cinéfondation du festival de Cannes. Vincent, même pas trente ans, lui, s’endurcit à force de tatouages et de feulements dans son groupe de post-hardcore. Dans la « vraie » vie, il est perceur et il ne supporte pas que son père, veuf, tente de refaire sa vie avec une femme plus jeune. Non, vraiment, il ne le supporte pas… Sur le papier, cette histoire pourrait faire craindre tous les clichés du premier film rageur, et c’est, au contraire, la révélation d’un cinéaste au regard d’une intensité incroyable. Un très bon directeur d’acteur également : là, maintenant, c’est sûr, Kévin Azaïs n’est plus un débutant prometteur, mais un impressionnant combattant de cinéma. » Guillemette Odicino.
Télérama : « Le complexe d'Oedipe revu par un disciple prometteur de Maurice Pialat. » Louis Guichard.
Écran Large : « Vous l'aurez compris, Compte tes blessures n'est pas un premier film comme les autres. Il prend aux tripes, au cœur et au reste, nous embarque dans une descente aux enfers étouffante et bouleversante comme on n'en voit pas tous les jours. » Christophe Foltzer.
Europe 1 : « Le meilleur premier long-métrage depuis dix ans. » Bruno Cras.
LCI : « Un portrait âpre et percutant qui marque la naissance d'un artiste à suivre de près. » Medhi Omaïs.
Cineuropa : « Très doué pour laisser filtrer les sentiments à travers l'exploration des inflexions des visages, des regards, des attitudes physiques, avec une caméra rapprochée en plans-séquences, Morgan Simon sait aussi tirer parfaitement parti de scènes rapides du quotidien pour transmettre les clés psychologiques de son récit. Pianotant habilement sur les variations de la rage contenue et de la douceur mélancolique, du désir et de la peur, Compte tes blessures réussit également à superposer un réalisme acéré dans l'observation méthodique d'un conflit familial, de génération et de pouvoir, et une dimension de tragédie grecque à résonance œdipienne qui culmine dans une scène finale plutôt risquée. Un trio d'interprètes remarquable et le talentueux du directeur de la photographie Julien Poupard sont également au rendez-vous d'un premier long métrage qui marque d'emblée le territoire très personnel d'un jeune cinéaste très prometteur. » Fabien Lemercier.
Le Figaroscope : « Chez Morgan Simon comme chez ses modèles, tout sonne juste. ».
Le Cercle sur Canal+ : « Un premier film intense et physique (…) Kévin Azaïs est incandescent (…) plus qu'un jeune réalisateur, c’est l’éclosion d’un auteur (…) un formidable directeur d’acteurs (…) une filiation avec Audiard ou Pialat (…) le suspense nait du côté insaisissable des personnages, jusqu’à la fin on est maintenus en haleine (…) un énorme morceau de cinéma (…) voilà la France telle qu’on la connaît et pas telle que le cinéma français la décrit, il y a quelque chose d’authentique (…) c’est le reflet d’une génération. ».
Madame Figaro : « Morgan Simon, homme du mois. » Laura Pertuy.
Studio Ciné Live : « Audacieux. Morgan Simon aura mené son film avec un sens équilibre assez impressionnant. » Thomas Baurez.
Les Échos : « Une force accrue par le parti-pris de filmer souvent en premier plan des interprètes tous remarquables : Kévin Azaïs (récemment partenaire d'Isabelle Huppert dans « Souvenir »), visage d’ange et muscles impressionnants, Monia Chokri, vue notamment chez Xavier Dolan mais aussi il y a peu dans « Réparer les vivants »), et un acteur britannique quasi inconnu pour ceux qui ne suivent pas les séries télé (il a tourné notamment dans « Versailles »), Nathan Willcocks, dont l’intensité rugueuse crève l’écran, donnant à cet insolite coup d’essai la crédibilité qui risquait de lui manquer. Morgan Simon, un nouveau talent à surveiller. » Annie Copperman.
Le blog de Mediapart : « La famille n'a pas fini de faire parler d’elle, s’installant depuis des siècles dans les ressorts des tragédies shakespeariennes comme dans l’urgence instinctive des premiers longs métrages de cinéma, où les jeunes cinéastes ont encore une vision fraîche et spontanée de cette période transitoire qu’est la fin de l’adolescence, où se joue la rupture plus ou moins assumée avec la famille originelle. Le meilleur témoignage se trouve à des époques différentes avec Les Quatre cents coups de François Truffaut, J’ai tué ma mère de Xavier Dolan et plus récemment avec Compte tes blessures de Morgan Simon. » Cédric Lépine.
Trois Couleurs : « Véritable concentré d'énergie, le film embrasse rudesse et délicatesse avec la même envie, opposant des concerts alternatifs où le cri est viscéral, et des repas familiaux où les mots sont des murs... » Olivier Marlas.
Les Inrockuptibles : « Une mise en scène ultrasensible, pulsatile, presque à fleur de peau, les nuances de furies et désirs (qui) parcourent le visage de Kévin Azaïs, dont l'intensité animale déborde et cannibalise tout le film. En quelques plans d’une économie totale – scène de chant rageur, baiser nocturne et fuite à vélo –, Simon convoque ainsi l’éternelle cinégénie et le pouvoir de fascination des fictions teen. » Romain Blondeau.
Vice : « Le jeune réal ne fait pas que s'inspirer et traîner rue Keller, il a des trucs à dire, la tête sur les épaules et reste bien droit dans ses Vans. » Rod Glacial.
Le Journal des Femmes : « Un regard qui se plante dans le vôtre, mais semble impénétrable. Une énergie punk, un côté underground, une éducation de dandy, du chic, un certain flegme britannique dans les gestes : Nathan Willcocks est à la ville comme il crève l'écran dans Compte tes blessures de Morgan Simon, en lice pour le Prix Louis-Delluc. » Justine Boivin.
Variety : « A Taste of Ink is a vision of disaffected, disoriented and disenfranchised youth. » John Hopewell.
The Hollywood Reporter : « Uncompromisingly intense (...) impressively attuned lead performances. » Justin Lowe
Clap! consacre sa couverture au film, « Compte tes blessures fait l'effet d’un tatouage : il imprime sa couleur dans les chairs et la tension du moment reste gravée à jamais dans la mémoire. » Franck Finance-Madureira.

### Box-office
Compte tes blessures réalise en salles un score d'environ 30 000 entrées.

## Autour du film
« Compte tes blessures » est une référence au titre du premier album du groupe britannique Bring Me The Horizon, Count Your Blessings. Le personnage principal du film, Vincent, porte le maillot noir à rayures rouges de Michael Jordan chez les Bulls de Chicago, tenue emblématique du chanteur Oliver Sykes.